# Декабрь 2023 года

Список событий декабря 2023 года.

## События
- 1 декабря
  - Республиканец Джордж Сантос исключен из Конгресса США. Сантосу предъявлено 23 федеральных обвинения[1].
  - После недельного перемирия в Секторе Газа возобновились военные действия[2].
  - Окружной судья по округу Колумбия Таня Чуткан постановила, что бывшие президенты США, в частности Дональд Трамп, не имеют иммунитета к уголовному преследованию[3].

- 2 декабря
  - В Париже, недалеко от Эйфелевой башни, неизвестный набросился на прохожих с криками «Аллаху акбар» убив одного и ранив ещё двоих человек[4][5]. Подозреваемый задержан, им оказался 26-летний уроженец Франции, родившийся в Нейи-сюр-Сен[6].

- 3 декабря
  - На острове Суматра (Индонезия) началось извержение вулкана Марапи[7].
  - В городе Марави (Филиппины) в результате взрыва во время католической мессы погибло 4 человека, по крайней мере 50 получили ранения[8].

- 4 декабря
  - В Китае, Дании, Франции и Нидерландах увеличилось число случаев пневмонии у детей, вызванной бактерией Mycoplasma pneumoniae[9].
  - Оксфордский словарь назвал слово «ризз» (англ. rizz), обозначающее стиль, шарм или привлекательность, словом 2023 года[10].

- 5 декабря
  - По меньшей мере 85 мирных жителей Нигерии погибли после того, как армия страны случайно нанесла удар дроном по территории деревни Тудун-Бири на северо-западе штата Кадуна, ещё 66 человек госпитализированы. Эта бомбардировка стала одной из самых смертоносных за всю историю государства[11].
  - Эпидемия кори объявлена в Румынии, в стране зафиксировано более 2000 случаев заражения[12].
  - Австралийский радиотелескоп ASKAP обнаружил новый пульсар, получивший обозначение PSR J1032-5804[13].
  - В чемпионате КХЛ «Спартак» обыграл московское «Динамо» в овертайме со счётом 8:7. Впервые в истории Лиги обе команды забросили в матче не менее 7 шайб. В целом матч стал вторым по результативности в истории КХЛ[14].

- 6 декабря
  - Искусство
    - Стала известна программа кинофестиваля «Сандэнс» 2024 года, в нём будут участвовать фильмы Стивена Содерберга и Чиветела Эджиофора[15].

  - Общество
    - Тейлор Свифт стала «человеком года» по версии журнала Time[16].

  - Игровая индустрия
    - Трейлер игры Grand Theft Auto VI от студии Rockstar Games набрал более 100 млн просмотров[17] и побил несколько мировых рекордов на YouTube[18].

- 7 декабря
  - Общество
    - Pantone объявил главный цвет 2024 года. Эксперты института выбрали персиковый Pantone 13-1023 Peach Fuzz[19].

| Название цвета             | Изображение цвета |
| -------------------------- | ----------------- |
| Pantone 13-1023 Peach Fuzz |                   |

- - Стихийные бедствия
    - Землетрясение магнитудой 7,3 произошло у берегов Вануату, объявлена угроза цунами[20].

  - Протестные акции
    - Во Франции сотрудники TotalEnergies заблокировали три нефтехранилища в регионе Иль-де-Франс; в забастовке участвует около 150 водителей[21].

  - Политика и выборы
    - Парламент Дании запретил сжигать Коран и другие священные тексты[22].
    - Совет Федерации принял на пленарном заседании постановление о назначении выборов президента РФ на 17 марта 2024 года[23].
    - Президент Азербайджана Ильхам Алиев, возглавляющий страну с 2003 года, подписал распоряжение, которое устанавливает дату внеочередных президентских выборов на 7 февраля 2024 года[24].

  - Международные конфликты
    - Венесуэльско-гайанский кризис (2023): президент Венесуэлы Николас Мадуро объявил об аннексии региона Гуаяна-Эсекиба, принадлежащего Гайане; Венесуэла мобилизует армию[25].
    - Азербайджан освободил 32 армянских военнослужащих в обмен на двух азербайджанских военных[26].

  - Преступления и происшествия
    - В Брянске восьмиклассница устроила стрельбу в гимназии № 5, убив одноклассницу и ранив пятерых, после чего покончила с собой.[27][28].

  - Спорт
    - Александр Овечкин стал 16-м хоккеистом в истории, набравшим 1500 очков в регулярных сезонах НХЛ[29].

- 8 декабря
  - В Канаде в провинциальном парке «Бесплодные земли динозавров» (формация «Парк динозавров»[англ.]) в Альберте нашли окаменелого тираннозаврида Gorgosaurus libratus с задними ногами двух детёнышей динозавров вида Citipes elegans[англ.] в желудке[30].
  - Политика и выборы
    - Владимир Путин заявил о своём участии в президентских выборах в России в 2024 году[31].

  - Президентом Европейского инвестиционного банка избрана Надия Кальвиньо, которая 1 января 2024 года сменит Вернера Хойера[32].
  - Спорт
    - Международный олимпийский комитет допустил спортсменов из России и Белоруссии до участия в Олимпийских играх 2024 года в Париже в статусе индивидуальных нейтральных спортсменов[33].
    - Российский силач, рекордсмен мира по буксировке многотонной техники и силовым номерам Сергей Агаджанян (Русский Халк) установил новый рекорд мира: удерживал на плечах штангу весом 210 килограммов почти минуту[34].

- 9 декабря
  - В Евросоюзе принят первый в мире Акт об искусственном интеллекте[англ.]. Участники переговоров в Европейском союзе достигли принципиально нового соглашения по первым в мире всеобъемлющим правилам в области искусственного интеллекта, затрагивающие различные спорные вопросы, включая сильный ИИ и использование полицией системы распознавания лиц[35][36].
  - Археологи обнаружили в восточной китайской провинции Чжэцзян древнее рисовое поле, возраст которого составляет около 5300-5500 лет[37].
  - В Касане (Ботсвана) завершилась 18-я сессия межправительственного комитета по охране нематериального культурного наследия ЮНЕСКО, 6 культурных практик были включены в список нематериального наследия, требующего срочной охраны[фр.], 45 культурных практик были внесены в репрезентативный список нематериального культурного наследия человечества, 4 культурные практики были внесены в «Реестр надлежащей охраны»[38].
  - На Шри-Ланке произошла масштабная авария в энергосистеме[39].
  - США заблокировали резолюцию Совета безопасности ООН о немедленном перемирии в Секторе Газа; по данным палестинских властей за 2 месяца военных действий погибло 17 500 палестинцев[40].
  - В результате торнадо в штате Теннесси погибло 6 человек, 80 тысяч человек остались без энергоснабжения[41].

- 10 декабря
  - Международные конфликты
    - Гражданская война в Судане: Абдель Фаттах аль-Бурхан и Мухаммад Хамдан Дагло договорились о личной встрече до конца 2023 года с тем чтобы положить конец войне между Силами быстрого реагирования и Вооружёнными силами Судана[42].

  - Хавьер Милей вступил в должность президента Аргентины[43].
  - Иранские власти не позволили родственникам Махсы Амини выехать из страны, чтобы получить присужденную ей посмертно премию Европарламента имени Сахарова[44]. Несмотря на наличие действующих виз, им не разрешили сесть на самолёт для вылета из Тегерана в Париж, а их паспорта были конфискованы. Награду от имени семьи примет адвокат, который уже находится во Франции[45].
  - Спорт
    - Японский бейсболист Сёхэй Отани подписал с «Лос-Анджелес Доджерс» крупнейший по общей сумме контракт в истории мирового спорта — 700 млн долларов США на 10 лет[46].

- 11 декабря
  - Дональд Туск стал новым премьер-министром Польши[47].
  - Названы номинанты кинопремии «Золотой глобус»[48].
  - В Великобритании на Юрском побережье в расщелине скал обнаружен череп плиозавра — морской хищной рептилии, обитавшей в океанах около 150 миллионов лет назад. Окаменелость нашёл друг местного палеонтолога[49].
  - Около Курильских островов произошло землетрясение магнитудой 5,2. Эпицентр располагался в 70 км северо-восточнее города Северо-Курильска[50].
  - Спорт
    - Канадец Джон Таварес стал 98-м хоккеистом в истории, набравшим 1000 очков в регулярных сезонах НХЛ[51].

- 12 декабря
  - Вторжение циклона «Ваня» в Европу и европейскую часть России[52] /
  - Генеральный директор «Атлетико» Мигель Анхель Хиль Марин и президент Энрике Сересо запустили процесс продажи клуба[53].
  - В Нью-Йорке частично обрушился шестиэтажный жилой дом[54].
  - Норвежский балкер Strinda подвергся атаке в 24 км от йеменского порта Моха сообщили в компании — владельце судна J. Ludwig Mowinckels Rederi. По данным судоходной компании, в сторону судна была выпущена крылатая ракета с контролируемой хуситами территории Йемена[55].
  - В результате хакерской атаки произошёл крупный сбой в работе крупнейшего мобильного оператора Украины «Киевстар»[56].

- 13 декабря
  - Компании Alphabet, Qualcomm, Meta, Honor, Lenovo, Motorola, Opera, французский разработчик систем дополненной реальности Lynx, британский производитель электроники Nothing и немецкий разработчик мессенджера Wire объявили о создании Коалиции открытых цифровых экосистем (Coalition for Open Digital Ecosystems, CODE)[57].
  - Китайские учёные из Северо-Восточного университета в Чанчуне разработали метод добычи урана из морской воды с помощью ткани из углеродного волокна, который существует в ней в ионной форме, известной как уранил. Исследование опубликовано в научном журнале ACS Central Science (ACSSC)[58].
  - Американские учёные создали гибрид лабораторно выращенных тканей человеческого мозга и электронных схем. Результаты исследования опубликованы в журнале Nature Electronics[59].
  - Спорт
    - Баскетболист Яннис Адетокунбо набрал 64 очка в игре против «Индианы Пейсерс» (140—126) и установил свой личный и рекорд «Милуоки Бакс» по набранным очкам за один матч. Адетокунбо реализовал 20 из 28 бросков с игры и 24 из 32 штрафных, а также сделал в матче 14 подборов[60].
- 14 декабря
  - Учёные сообщили о том, что синтезированы и идентифицированы три новых соединения нитрида углерода (tI14-C3N4, hP126-C3N4 и tI24-CN2), которые по твёрдости могут конкурировать с алмазом и прочнее, чем кубический нитрид бора. Исследование опубликовано в журнале Advanced Materials[61]
  - Компания Tesla представила человекоподобного робота Optimus 2, который стал развитием представленного весной 2023 году андроида Optimus Gen 1[62]
  - В Финляндии проходит крупная забастовка в знак протеста против реформ правительства в сфере труда[63]
  - В Японии в отставку были отправлены 4 министра в связи с коррупционным скандалом[64]
  - Европейский совет утвердил решение о том что бы начать переговоры с Украиной и Молдовой о вступлении этих стран в Евросоюз. Так же Европейский совет дал статус кандидата для вступления Евросоюз для Грузии[65]
  - Самая сильная с 2017 года солнечная вспышка мощностью X=2,8 зарегистрирована рентгеновскими мониторами, работающими около околоземной орбите. Потоки рентгеновского излучения, пришедшие к Земле, составили более 100 Вт на км²[66]

- 15 декабря
  - Более 500 пассажиров пострадали из-за столкновения составов пекинского метро, при этом никто не погиб; ЧП произошло из-за снегопада и обледенения на путях[67].
  - Судоходная компания Maersk объявила о приостановке работы в Красном море и отправке грузов в обход Африки; решение принято в связи с участившимся нападениями йеменских хуситов на коммерческие суда[68].
- 16 декабря
  - У берегов Ливии затонуло судно с мигрантами, из 86 человек на борту погиб 61. За 2023 год из Северной Африки (в основном Туниса и Ливии) в Европу прибыло около 140 тысяч мигрантов, только за первое полугодие утонуло по крайней мере 2200[69].
  - По крайней мере 13 человек погибло в результате шторма, обрушившегося на Атлантическое побережье Аргентины, в частности город Баия-Бланка[70].
  - В возрасте 86 лет умер эмир Кувейта Наваф аль-Ахмед аль-Джабер ас-Сабах, на престол взошёл его единокровный брат 83-летний Мишааль аль-Ахмед аль-Джабер ас-Сабах[71].

- 17 декабря
  - Абдул-Фатах Ас-Сиси избран президентом Египта на третий срок, набрав 89,6 % голосов[72].

- 18 декабря
  - Писатель Борис Акунин внесён в перечень террористов и экстремистов[73].
  - Учёные из Китая подтвердили существование примерно 8,5-летнего цикла колебаний внутреннего ядра Земли, который выражается как в движении магнитных полюсов, так и в вариациях длины дня[74].
  - Землетрясение магнитудой 6,0 произошло в Китае, сообщает Европейский средиземноморский сейсмологический центр (EMSC), эпицентр располагался в 102 километрах к юго-западу от китайского города Ланьчжоу[75].
  - Японская сталелитейная компания Nippon Steel объявила о покупке американской U.S. Steel в сделке стоимостью 14,9 млрд долларов. После завершения сделки Nippon Steel выйдет на 4-е место в мире по выплавке стали[76].

- 19 декабря
  - В Исландии началось извержение вулкана Фаградальсфьядль[77]. Ученые назвали извержение сильнейшим за последние годы и не исключили, что лава может уничтожить близлежащий город Гриндавик, жители города были эвакуированы заранее, ещё месяц назад[78].
  - В Белграде протестующие участники движения «Сербия против насилия», несогласные с итогами муниципальных выборов в столице, ночью напали на сотрудников Республиканской избирательной комиссии (РИК) страны[79].
  - Землетрясение магнитудой 6,2 произошло в Китае накануне. В провинциях Ганьсу и Цинхай погибли как минимум 111 человек, пострадали 230 человек[80].
  - КНДР подтвердила проведение испытания межконтинентальной баллистической ракеты «Хвасон-18[англ.]», запуск которой был проведен днем ранее. Центральное телеграфное агентство Кореи (ЦТАК) сообщило подробности — ракета пролетела 1002 км при максимальной высоте полета 6518 км, это третье успешное испытание «Хвасон-18»[81].
  - В США суд назначил дату первого заседания по новому делу Хантера Байдена, заседание пройдёт 11 января 2024 года. Сыну президента США предъявлено обвинения в неуплате налогов по девяти пунктам, вместо уплаты налогов он тратил миллионы долларов на наркотики и эскортниц. По новым обвинениям ему грозит до 17 лет тюрьмы[82].
- 20 декабря
  - Парламент Киргизии одобрил частичное изменение государственного флага страны[83]. На флаге будет изменён рисунок Солнца, решение принято из-за того, что изображение Солнца на старом варианте флага часто путали с подсолнухом[84].
  - На картине Рембрандта «Ночной дозор» нашли ранее неизвестный слой. Учёные использовали для исследования метод рентгеновской флуоресценции[85].
  - В Чурапчинском районе Якутии обнаружили древние артефакты и останки животных. Их отнесли к эпохе раннего плейстоцена — неогена[86].
  - Журнал Science обнародовал свой годовой обзор наиболее значимых достижений в науке, на первом месте в нём агонисты глюкагоноподобного пептида-1 (ГПП-1), среди которых особо выделился препарат семаглутид, применяемый для лечения сахарного диабета[87].
  - Верховный суд Колорадо отстранил Дональда Трампа от участия в республиканских праймериз. Решение не вступит в силу до 4 января 2024 года. Кампания Трампа заявила, что решение колорадских судей будет обжаловано и осудила использование 14-й поправки как попытку отказать миллионам избирателей в выборе президента США в 2024 году[88][89].
  - Екатерина Дунцова подала документы в ЦИК России для регистрации своей инициативной группы по выдвижению в президенты на выборах в России в 2024 году[90].

- 21 декабря
  - Происшествия и преступления
    - В Карловом университете в центре Праги 24-летний студент философского факультета Давид Козак открыл стрельбу. В результате погибли 15 человек, включая стрелявшего, 25 ранены[91][92].
    - Жертва «Убийцы с Грин-Ривер» была опознана спустя 38 лет после обнаружения её останков[93].

  - Более 20 стран присоединились к возглавляемой Соединёнными Штатами международной операции «Страж процветания» по защите гражданских судов в Красном море от нападений со стороны йеменских хуситов. Об этом сообщил пресс-секретарь Пентагона Патрик Райдер[94].
  - Ангола объявила о выходе из ОПЕК; она была членом организации с 2007 года, на неё приходилось 1,1 млн баррелей из 28 млн баррелей нефти, добываемой странами ОПЕК в день[95].
  - Учёные из Финского государственного научно-исследовательского центра (VTT), который расположен в Эспоо, получили кофе из клеток кофейного дерева; метод может позволить получать напиток без использования зерна[96].
  - По меньшей мере 12 человек погибли в результате ЧП на угольной шахте в провинции Хэйлунцзян на северо-востоке Китая[97].
  - Суд в США оправдал мужчину после 48 лет тюремного заключения, в котором он находился по обвинению в убийстве[98].
  - Спорт
    - Суд Европейского союза признал незаконным запрет ФИФА и УЕФА на участие клубов в футбольной Суперлиге[99].

- 22 декабря
  - Всемирная организация здравоохранения (ВОЗ) сообщила, что в 2019 году число зарегистрированных случаев заболевания лихорадкой денге в мире достигло рекордных 5,2 миллиона (по сравнению с 500 тысяч в 2000 году), число случаев заболевания в 2023 году составило около 5 миллионов в 129 странах; основными причинами роста являются изменение климата и растущее распространение комаров-переносчиков вируса[100].

- 23 декабря
  - Спорт
    - «Даллас Старз» стали первой командой в истории НХЛ, сумевшей победить в основное время матча, уступая за 15 секунд до конца третьего периода. В игре против «Нэшвилл Предаторз» «Старз» сравняли счёт за 15 сек до конца третьего периода, а через 11 сек забросили победную шайбу (3:2)[101].

- 26 декабря
  - Японский космический аппарат SLIM успешно вышел на орбиту Луны, посадка намечена на 19 января 2024 года[102].
  - Большой десантный корабль «Новочеркасск» был повреждён силами ВСУ ударом крылатой ракеты в порту Феодосии[103]
  - Эфиопия объявила дефолт по купонным выплатам на сумму 33 млн долларов[104]
  - Высокий суд Токио постановил, что компания TEPCO, управляющая атомной электростанцией «Фукусима», будет нести полную ответственность за выплату компенсаций эвакуированным, снизив сумму до половины от первоначально назначенной судом низшей инстанции, и освободив правительство от ответственности[105].
  - Спорт
    - В Швеции начался чемпионат мира по хоккею с шайбой среди молодёжных команд 2024[106]

- 27 декабря
  - Международные конфликты
    - Война в Газе, израильско-турецкие отношения: президент Турции Реджеп Эрдоган заявил, что премьер-министр Израиля Биньямин Нетаньяху «не отличается от Гитлера» в связи с операцией в секторе Газа[107]. Нетаньяху обвинил Эрдогана в геноциде курдов и преследовании журналистов. 28 декабря глава МИД Израиля Эли Коэн сообщил, что посол Израиля не вернётся в Турцию, пока у власти находится Эрдоган (израильские дипломаты были отозваны из Анкары ещё в октябре, Турция также отозвала своего посла из Израиля)[108].

  - В Польше ликвидируют государственное телевидение и радио[109].
  - Газета The New York Times подала в суд на OpenAI и Microsoft за обучение ИИ на её материалах[110].
  - Спорт
    - 36-летний защитник клуба НХЛ «Питтсбург Пингвинз» Крис Летанг сделал 6 голевых передач в матче против «Нью-Йорк Айлендерс» (7:0), в том числе 5 во втором периоде. Он повторил рекорд по передачам за один период в истории НХЛ (был установлен в 1984 году), а также стал первым защитником, сделавшим 5 передач за один период. Также Летанг повторил рекорд среди защитников по общему количеству передач за игру (последний раз защитник делал 6 передач в 1986 году)[111][112].
- 28 декабря
  - Тверской суд Москвы приговорил участников «Маяковских чтений» к тюремным срокам за чтение антивоенных стихов 25 сентября 2022 года: Артема Камардина — к семи годам, Егора Штовбу — к пяти с половиной и Николая Дайнеко — к четырём[113].

- 29 декабря
  - Президент Аргентины Хавьер Милей отправил в БРИКС письмо с официальным отказом от присоединения Аргентины к этой организации[114].
  - По меньшей мере 30 человек погибли и более 160 получили ранения в результате массированной атаки российских ракет и дронов по городам Украины: Киеву, Харькову, Одессе, Львову, Днепру, Запорожью, Смеле, Конотопу и другим[115].
  - Суд в Томске приговорил Ксению Фадееву — депутата городской думы и экс-главу томского штаба Навального — к девяти годам колонии. Фадеева обвиняется в организации экстремистского сообщества и участии в некоммерческой организации, посягающей на права граждан. Защита будет обжаловать приговор в вышестоящем суде[116][117].
  - SpaceX запустила секретный американский космоплан Boeing X-37 на орбиту при помощи ракеты-носителя Falcon Heavy[118].
  - Госдолг США достиг 34 трлн долларов, отметка 33 трлн была пройдена всего тремя месяцами ранее[119].
  - Спорт
    - В Оберстдорфе прошёл первый этап Турне четырёх трамплинов 2023/24, победу одержал Андреас Веллингер[120].
- 30 декабря
  - Вооружённые силы Украины атаковали Белгород, в результате чего погибли 25 человека, ещё 109 получили ранения[121][122].

- 31 декабря
  - Происшествия
    - Экс-чемпионка мира по трековым велогонкам Мелисса Хоскинс погибла в Аделаиде в результате наезда автомобиля, за рулём которого находился её муж, 5-кратный чемпион мира по велогонкам Роан Деннис. Он был задержан по подозрению в причинении смерти в результате опасного вождения, а затем отпущен под залог. Суд состоится в марте 2024 года[123].

  - Королева Дании Маргрете II во время новогоднего обращения отреклась от престола в пользу кронпринца Фредерика; смена монарха произойдёт 14 января 2024 года, ровно через 52 года после начала царствования Маргрете II[124].
  - В Демократической Республики Конго объявлены результаты выборов президента, прошедших 20 декабря; на них был переизбран Феликс Чисекеди[125].
  - Спорт
    - 39-летний Марк-Андре Флёри стал 4-м вратарём в истории НХЛ, сыгравшим 1000 матчей в регулярных чемпионатах[126].